# 아파치 잭래빗
아파치 잭래빗(Apache Jackrabbit)은 자바 플랫폼의 오픈 소스 콘텐츠 저장소이다. 잭래빗 프로젝트는 2004년 8월 28일 데이 소프트웨어가 자바 콘텐트 리포지터리 API(JCR)의 초기 구현체의 라이선스를 제공했을 때 시작되었다. 잭래빗은 자바 커뮤니티 프로세스 내에 지정된 JSR-170의 참조 구현체로서 사용되었다. 이 프로젝트는 2006년 3월 15일 아파치 인큐베이터를 졸업했으며 현재 아파치 소프트웨어 재단의 최상위 프로젝트이다.

## 같이 보기
- 아파치 슬링